# Pentlandia macroptera
La pentlandia (Pentlandia macroptera) è un pesce osseo estinto, appartenente ai dipnoi. Visse nel Devoniano medio (circa 390 - 385 milioni di anni fa) e i suoi resti fossili sono stati ritrovati in Scozia.

## Descrizione
Questo pesce poteva raggiungere i 30 centimetri di lunghezza e possedeva un corpo relativamente snello. La testa era alta e piuttosto corta, con grandi occhi e un muso arrotondato. Erano presenti due pinne dorsali, situate nella parte posteriore del corpo: la prima pinna dorsale era molto piccola, mentre la seconda era considerevolmente più grande e arrotondata. La pinna caudale era dotata di un solo lobo (quello superiore) ed era eterocerca, mentre la pinna anale era situata proprio davanti alla pinna caudale ed era allungata e stretta. Le pinne pettorali e quelle pelviche erano allungate e appuntite, di forma e dimensioni simili. Pentlandia era dotato di un corpo rivestito da scaglie sottili e arrotondate, sovrapposte fra loro e sprovviste di cosmina. In generale, la forma del corpo di Pentlandia assomigliava molto a quella di un altro dipnoo del Devoniano, il ben noto Dipterus, ma se ne differenziava per alcuni notevoli dettagli anatomici, come la parte anteriore del muso non ossificata, le scaglie prive di cosmina e la seconda pinna dorsale molto più ampia.  

## Classificazione
I fossili di questo animale vennero descritti inizialmente da Traquair nel 1889, sulla base di resti fossili ritrovati nelle isole Orcadi e risalenti al Devoniano medio. Traquair assegnò i fossili a una nuova specie del genere Dipterus (D. macropterus), e fu solo nel 1916 che Watson e Day riconobbero i numerosi tratti distintivi tra le due forme, sufficienti da erigere il nuovo genere Pentlandia. 
Ricerche più recenti hanno indicato che Pentlandia potrebbe essere il più derivato tra i dipnoi del Devoniano medio, come indicato da alcune caratteristiche tra cui neurocranio e muso non ossificati (una caratteristica riscontrabile altrimenti solo in dipnoi successivi); Pentlandia fa parte di un gruppo monofiletico di dipnoi di cui fanno parte anche Phaneropleuron, Fleurantia e Scaumenacia.  Pentlandia è notevole anche perché dimostra la presenza del più antico cinto pelvico tra i dipnoi (Challands e den Blaauwen, 2016).

## Paleoecologia
Pentlandia doveva essere un piccolo predatore che viveva in acque dolci.